# 岡山県道237号日応寺栢谷線
岡山県道237号日応寺栢谷線（おかやまけんどう237ごう にちおうじかいだにせん）は、岡山県岡山市北区を通る一般県道である。

## 概要

### 路線データ
- 起点：岡山県岡山市北区日応寺（岡山県道61号妹尾御津線交点）
- 終点：岡山県岡山市北区吉宗（岡山市北区吉宗交差点、岡山市道301000197号伊島町二丁目吉宗線（旧国道53号）交点）[注釈 1]
- 総延長：7 km

## 歴史
- 1982年（昭和57年）9月24日 - 岡山県告示第848号により認定される。

前身は岡山県道237号山上栢谷線。岡山県道161号岡山賀陽線（現：岡山県道72号岡山賀陽線）認定に伴い同路線に移行しなかった部分をもって本路線が成立した。

## 路線状況
全線にわたり片側一車線の対面通行となっている。これは岡山県道72号岡山賀陽線が整備される前、岡山市内中心部から岡山空港への主要アクセス道路として機能していた名残である。

### 道路施設

#### 橋梁
- 空港大橋（岡山市北区）

#### トンネル
- 日応寺トンネル：延長740 m、1998年（平成10年）竣工、岡山市北区菅野

## 地理

### 通過する自治体
- 岡山市（北区）

### 交差する道路
| 交差する道路                          | 交差する場所 | 交差する場所                |
| ------------------------------------- | ------------ | --------------------------- |
| 岡山県道61号妹尾御津線                | 日応寺       | 起点                        |
| 岡山県道160号三和西菅野線             | 菅野         |                             |
| 国道53号 / 岡山北バイパス             | 栢谷         |                             |
| 岡山市道301000197号伊島町二丁目吉宗線 | 吉宗         | 岡山市北区吉宗交差点 / 終点 |

### 沿線
主要施設
- 岡山空港
- 岡山市立少年自然の家
- 日応寺自然の森スポーツ広場
- 津高牧場
- 岡山市立野谷小学校
- 岡山市立香和中学校
- 朝日塾小学校
- 岡山市北区役所 津高地域地域センター

名所・旧跡・観光地
- 桃太郎温泉
- 苫田温泉